# Stanley Cup playoff 1987
I playoff della Stanley Cup 1987 del campionato NHL 1986-1987 hanno avuto inizio l'8 aprile 1987. Le sedici squadre qualificate per i playoff, otto da ciascuna Conference, hanno giocato una serie di partite al meglio di sette per i quarti di finale, semifinali e finali di Conference. I vincitori delle due Conference hanno disputato una serie di partite al meglio di sette per la conquista della Stanley Cup.
Per ridurre le eliminazioni a sorpresa il primo turno fu allungato da cinque a un massimo di sette gare; proprio la Gara-7 del primo turno fra Washington Capitals e New York Islanders raggiunse il quarto overtime per la prima volta dal 1951, e l'incontro passò alla storia con il nome di Easter Epic. Per il secondo anno consecutivo tutte e quattro le ex WHA si qualificarono per i playoff, circostanza che si sarebbe ripetuta solo nel 1999 quando ormai tre delle quattro squadre di erano trasferite in un'altra città. I Quebec Nordiques vinsero una serie di playoff per l'ultima volta prima della stagione 1996, mentre i Winnipeg Jets dovettero aspettare fino al 2012.

## Squadre partecipanti

### Prince of Wales Conference

#### Adams Division
1. Hartford Whalers - vincitori della Adams Division, 93 punti
2. Montreal Canadiens - 92 punti
3. Boston Bruins - 85 punti
4. Quebec Nordiques - 72 punti

#### Patrick Division
1. Philadelphia Flyers - vincitori della Patrick Division e della stagione regolare nella Prince of Wales Conference, 100 punti
2. Washington Capitals - 86 punti
3. New York Islanders - 80 punti
4. New York Rangers - 76 punti

### Clarence S. Campbell Conference

#### Norris Division
1. St. Louis Blues - vincitori della Norris Division, 79 punti
2. Detroit Red Wings - 78 punti
3. Chicago Blackhawks - 72 punti
4. Toronto Maple Leafs - 70 punti

#### Smythe Division
1. Edmonton Oilers - vincitori della Smythe Division, della stagione regolare nella Clarence S. Campbell Conference e del Presidents' Trophy, 106 punti
2. Calgary Flames - 95 punti
3. Winnipeg Jets - 88 punti
4. Los Angeles Kings - 70 punti

### Tabellone
Nel primo turno la squadra con il ranking più alto di ciascuna Division si sfida con quella dal posizionamento più basso seguendo lo schema 1-4 e 2-3, usufruendo anche del vantaggio del fattore campo. Il secondo turno determina la vincente divisionale, mentre il terzo vede affrontarsi le squadre vincenti delle Division della stessa Conference per accedere alla finale di Stanley Cup. Il fattore campo osservato nelle finali di conference e in finale di Stanley Cup fu determinato dai punti ottenuti in stagione regolare. Ciascuna serie, al meglio delle sette gare, seguì il formato 2–2–1–1–1: la squadra migliore in stagione regolare avrebbe disputato in casa Gara-1 e 2, (se necessario anche Gara-5 e 7), mentre quella posizionata peggio avrebbe giocato nel proprio palazzetto Gara-3 e 4 (se necessario anche Gara-6).
|  | Semifinali Division | Semifinali Division | Semifinali Division |                     |    | Finali Division     | Finali Division | Finali Division |  |  | Finali Conference | Finali Conference | Finali Conference |  |  | Finale Stanley Cup | Finale Stanley Cup | Finale Stanley Cup |  |
|  |                     |                     |                     |                     |    |                     |                 |                 |  |  |                   |                   |                   |  |  |                    |                    |                    |  |
|  | A1                  | Hartford Whalers    | 2                   |                     |    |                     |                 |                 |  |  |                   |                   |                   |  |  |                    |                    |                    |  |
|  | A1                  | Hartford Whalers    | 2                   |                     |    |                     |                 |                 |  |  |                   |                   |                   |  |  |                    |                    |                    |  |
|  | A4                  | Quebec Nordiques    | 4                   |                     |    |                     |                 |                 |  |  |                   |                   |                   |  |  |                    |                    |                    |  |
|  | A4                  | Quebec Nordiques    | 4                   |                     | A4 | Quebec Nordiques    | 3               |                 |  |  |                   |                   |                   |  |  |                    |                    |                    |  |
|  |                     |                     |                     |                     | A4 | Quebec Nordiques    | 3               |                 |  |  |                   |                   |                   |  |  |                    |                    |                    |  |
|  |                     |                     | A2                  | Montreal Canadiens  | 4  |                     |                 |                 |  |  |                   |                   |                   |  |  |                    |                    |                    |  |
|  | A2                  | Montreal Canadiens  | A2                  | Montreal Canadiens  | 4  | 4                   |                 |                 |  |  |                   |                   |                   |  |  |                    |                    |                    |  |
|  | A2                  | Montreal Canadiens  |                     |                     |    |                     |                 |                 |  |  |                   |                   |                   |  |  |                    |                    |                    |  |
|  | A3                  | Boston Bruins       | 0                   |                     |    |                     |                 |                 |  |  |                   |                   |                   |  |  |                    |                    |                    |  |
|  | A3                  | Boston Bruins       | 0                   |                     | A2 | Montreal Canadiens  | 2               |                 |  |  |                   |                   |                   |  |  |                    |                    |                    |  |
|  |                     |                     |                     |                     |    |                     |                 |                 |  |  |                   |                   |                   |  |  |                    |                    |                    |  |
|  |                     |                     | P1                  | Philadelphia Flyers | 4  |                     |                 |                 |  |  |                   |                   |                   |  |  |                    |                    |                    |  |
|  | P1                  | Philadelphia Flyers | P1                  | Philadelphia Flyers | 4  | 4                   |                 |                 |  |  |                   |                   |                   |  |  |                    |                    |                    |  |
|  | P1                  | Philadelphia Flyers |                     |                     |    |                     |                 |                 |  |  |                   |                   |                   |  |  |                    |                    |                    |  |
|  | P4                  | New York Rangers    | 2                   |                     |    |                     |                 |                 |  |  |                   |                   |                   |  |  |                    |                    |                    |  |
|  | P4                  | New York Rangers    | 2                   |                     | P1 | Philadelphia Flyers | 4               |                 |  |  |                   |                   |                   |  |  |                    |                    |                    |  |
|  |                     |                     |                     |                     | P1 | Philadelphia Flyers | 4               |                 |  |  |                   |                   |                   |  |  |                    |                    |                    |  |
|  |                     |                     | P3                  | New York Islanders  | 3  |                     |                 |                 |  |  |                   |                   |                   |  |  |                    |                    |                    |  |
|  | P2                  | Washington Capitals | P3                  | New York Islanders  | 3  | 3                   |                 |                 |  |  |                   |                   |                   |  |  |                    |                    |                    |  |
|  | P2                  | Washington Capitals |                     |                     |    |                     |                 |                 |  |  |                   |                   |                   |  |  |                    |                    |                    |  |
|  | P3                  | New York Islanders  | 4                   |                     |    |                     |                 |                 |  |  |                   |                   |                   |  |  |                    |                    |                    |  |
|  | P3                  | New York Islanders  | 4                   |                     | P1 | Philadelphia Flyers | 3               |                 |  |  |                   |                   |                   |  |  |                    |                    |                    |  |
|  |                     |                     |                     |                     |    |                     |                 |                 |  |  |                   |                   |                   |  |  |                    |                    |                    |  |
|  |                     |                     | S1                  | Edmonton Oilers     | 4  |                     |                 |                 |  |  |                   |                   |                   |  |  |                    |                    |                    |  |
|  | N1                  | St. Louis Blues     | S1                  | Edmonton Oilers     | 4  | 2                   |                 |                 |  |  |                   |                   |                   |  |  |                    |                    |                    |  |
|  | N1                  | St. Louis Blues     |                     |                     |    |                     |                 |                 |  |  |                   |                   |                   |  |  |                    |                    |                    |  |
|  | N4                  | Toronto Maple Leafs | 4                   |                     |    |                     |                 |                 |  |  |                   |                   |                   |  |  |                    |                    |                    |  |
|  | N4                  | Toronto Maple Leafs | 4                   |                     | N4 | Toronto Maple Leafs | 3               |                 |  |  |                   |                   |                   |  |  |                    |                    |                    |  |
|  |                     |                     |                     |                     | N4 | Toronto Maple Leafs | 3               |                 |  |  |                   |                   |                   |  |  |                    |                    |                    |  |
|  |                     |                     | N2                  | Detroit Red Wings   | 4  |                     |                 |                 |  |  |                   |                   |                   |  |  |                    |                    |                    |  |
|  | N2                  | Detroit Red Wings   | N2                  | Detroit Red Wings   | 4  | 4                   |                 |                 |  |  |                   |                   |                   |  |  |                    |                    |                    |  |
|  | N2                  | Detroit Red Wings   |                     |                     |    |                     |                 |                 |  |  |                   |                   |                   |  |  |                    |                    |                    |  |
|  | N3                  | Chicago Blackhawks  | 0                   |                     |    |                     |                 |                 |  |  |                   |                   |                   |  |  |                    |                    |                    |  |
|  | N3                  | Chicago Blackhawks  | 0                   |                     | N2 | Detroit Red Wings   | 1               |                 |  |  |                   |                   |                   |  |  |                    |                    |                    |  |
|  |                     |                     |                     |                     |    |                     |                 |                 |  |  |                   |                   |                   |  |  |                    |                    |                    |  |
|  |                     |                     | S1                  | Edmonton Oilers     | 4  |                     |                 |                 |  |  |                   |                   |                   |  |  |                    |                    |                    |  |
|  | S1                  | Edmonton Oilers     | S1                  | Edmonton Oilers     | 4  | 4                   |                 |                 |  |  |                   |                   |                   |  |  |                    |                    |                    |  |
|  | S1                  | Edmonton Oilers     |                     |                     |    |                     |                 |                 |  |  |                   |                   |                   |  |  |                    |                    |                    |  |
|  | S4                  | Los Angeles Kings   | 1                   |                     |    |                     |                 |                 |  |  |                   |                   |                   |  |  |                    |                    |                    |  |
|  | S4                  | Los Angeles Kings   | 1                   |                     | S1 | Edmonton Oilers     | 4               |                 |  |  |                   |                   |                   |  |  |                    |                    |                    |  |
|  |                     |                     |                     |                     | S1 | Edmonton Oilers     | 4               |                 |  |  |                   |                   |                   |  |  |                    |                    |                    |  |
|  |                     |                     | S3                  | Winnipeg Jets       | 0  |                     |                 |                 |  |  |                   |                   |                   |  |  |                    |                    |                    |  |
|  | S2                  | Calgary Flames      | S3                  | Winnipeg Jets       | 0  | 2                   |                 |                 |  |  |                   |                   |                   |  |  |                    |                    |                    |  |
|  | S2                  | Calgary Flames      |                     |                     |    |                     |                 |                 |  |  |                   |                   |                   |  |  |                    |                    |                    |  |
|  | S3                  | Winnipeg Jets       | 4                   |                     |    |                     |                 |                 |  |  |                   |                   |                   |  |  |                    |                    |                    |  |

## Prince of Wales Conference

### Semifinali di Division

#### Hartford - Quebec
| Hartford 8 aprile 1987 | Quebec Nordiques | 2 – 3 (d.t.s.) (1-0; 1-1; 0-1) referto | Hartford Whalers | Hartford Civic Center (15.136 spett.) |

| Hartford 9 aprile 1987 | Quebec Nordiques | 4 – 5 (2-1; 0-3; 2-1) referto | Hartford Whalers | Hartford Civic Center (15.126 spett.) |

| Québec 11 aprile 1987 | Hartford Whalers | 1 – 5 (0-3; 0-2; 1-0) referto | Quebec Nordiques | Colisée de Québec (14.527 spett.) |

| Québec 12 aprile 1987 | Hartford Whalers | 1 – 4 (1-2; 0-1; 0-1) referto | Quebec Nordiques | Colisée de Québec (14.309 spett.) |

| Hartford 14 aprile 1987 | Quebec Nordiques | 7 – 5 (2-3; 1-0; 4-2) referto | Hartford Whalers | Hartford Civic Center (15.126 spett.) |

| Québec 16 aprile 1987 | Hartford Whalers | 4 – 5 (d.t.s.) (3-1; 1-2; 0-1) referto | Quebec Nordiques | Colisée de Québec (15.383 spett.) |

#### Montreal - Boston
| Montréal 8 aprile 1987 | Boston Bruins | 2 – 6 (1-4; 1-2; 0-0) referto | Montreal Canadiens | Forum de Montréal (16.923 spett.) |

| Montréal 9 aprile 1987 | Boston Bruins | 3 – 4 (d.t.s.) (0-1; 1-1; 2-1) referto | Montreal Canadiens | Forum de Montréal (16.829 spett.) |

| Boston 11 aprile 1987 | Montreal Canadiens | 5 – 4 (3-1; 2-2; 0-1) referto | Boston Bruins | Boston Garden (13.440 spett.) |

| Boston 12 aprile 1987 | Montreal Canadiens | 4 – 2 (1-1; 2-1; 1-0) referto | Boston Bruins | Boston Garden (12.263 spett.) |

#### Philadelphia - NY Rangers
| Filadelfia 8 aprile 1987 | New York Rangers | 3 – 0 (0-0; 2-0; 1-0) referto | Philadelphia Flyers | The Spectrum (17.222 spett.) |

| Filadelfia 9 aprile 1987 | New York Rangers | 3 – 8 (0-1; 2-2; 1-5) referto | Philadelphia Flyers | The Spectrum (17.222 spett.) |

| New York 11 aprile 1987 | Philadelphia Flyers | 3 – 0 (0-0; 3-0; 0-0) referto | New York Rangers | Madison Square Garden (17.465 spett.) |

| New York 12 aprile 1987 | Philadelphia Flyers | 3 – 6 (0-3; 1-2; 2-1) referto | New York Rangers | Madison Square Garden (17.457 spett.) |

| Filadelfia 14 aprile 1987 | New York Rangers | 1 – 3 (0-0; 1-2; 0-1) referto | Philadelphia Flyers | The Spectrum (17.222 spett.) |

| New York 16 aprile 1987 | Philadelphia Flyers | 5 – 0 (2-0; 2-0; 1-0) referto | New York Rangers | Madison Square Garden (17.428 spett.) |

#### Washington - NY Islanders
| Landover 8 aprile 1987 | New York Islanders | 3 – 4 (0-3; 1-0; 2-1) referto | Washington Capitals | Capital Centre (16.532 spett.) |

| Landover 9 aprile 1987 | New York Islanders | 3 – 1 (1-0; 0-0; 2-1) referto | Washington Capitals | Capital Centre (16.690 spett.) |

| Uniondale 11 aprile 1987 | Washington Capitals | 2 – 0 (1-0; 0-0; 1-0) referto | New York Islanders | Nassau Coliseum (14.782 spett.) |

| Uniondale 12 aprile 1987 | Washington Capitals | 4 – 1 (3-1; 1-0; 0-0) referto | New York Islanders | Nassau Coliseum (14.406 spett.) |

| Landover 14 aprile 1987 | New York Islanders | 4 – 2 (2-0; 1-2; 1-0) referto | Washington Capitals | Capital Centre (17.223 spett.) |

| Uniondale 16 aprile 1987 | Washington Capitals | 4 – 5 (0-2; 3-3; 1-0) referto | New York Islanders | Nassau Coliseum (14.734 spett.) |

| Landover 18 aprile 1987 | New York Islanders | 3 – 2 (d.t.s.) (0-1; 1-1; 1-0; 0-0; 0-0; 0-0) referto | Washington Capitals | Capital Centre (18.130 spett.) |

### Finali di Division

#### Montreal - Quebec
| Montréal 20 aprile 1987 | Quebec Nordiques | 7 – 5 (1-2; 3-2; 3-1) referto | Montreal Canadiens | Forum de Montréal (18.003 spett.) |

| Montréal 22 aprile 1987 | Quebec Nordiques | 2 – 1 (0-0; 0-0; 2-1) referto | Montreal Canadiens | Forum de Montréal (17.481 spett.) |

| Québec 24 aprile 1987 | Montreal Canadiens | 7 – 2 (2-0; 2-2; 3-0) referto | Quebec Nordiques | Colisée de Québec (15.369 spett.) |

| Québec 26 aprile 1987 | Montreal Canadiens | 3 – 2 (d.t.s.) (2-1; 0-1; 1-0) referto | Quebec Nordiques | Colisée de Québec (15.395 spett.) |

| Montréal 28 aprile 1987 | Quebec Nordiques | 2 – 3 (0-1; 1-1; 1-1) referto | Montreal Canadiens | Forum de Montréal (18.072 spett.) |

| Québec 30 aprile 1987 | Montreal Canadiens | 2 – 3 (1-0; 1-0; 0-3) referto | Quebec Nordiques | Colisée de Québec (15.393 spett.) |

| Montréal 2 maggio 1987 | Quebec Nordiques | 3 – 5 (1-0; 0-5; 2-0) referto | Montreal Canadiens | Forum de Montréal (18.072 spett.) |

#### Philadelphia - NY Islanders
| Filadelfia 20 aprile 1987 | New York Islanders | 2 – 4 (0-3; 1-1; 1-0) referto | Philadelphia Flyers | The Spectrum (17.222 spett.) |

| Filadelfia 22 aprile 1987 | New York Islanders | 2 – 1 (0-0; 0-0; 2-1) referto | Philadelphia Flyers | The Spectrum (17.222 spett.) |

| Uniondale 24 aprile 1987 | Philadelphia Flyers | 4 – 1 (1-0; 2-1; 1-0) referto | New York Islanders | Nassau Coliseum (16.270 spett.) |

| Uniondale 26 aprile 1987 | Philadelphia Flyers | 6 – 4 (2-2; 3-1; 1-1) referto | New York Islanders | Nassau Coliseum (16.270 spett.) |

| Filadelfia 28 aprile 1987 | New York Islanders | 2 – 1 (0-0; 1-1; 1-0) referto | Philadelphia Flyers | The Spectrum (17.222 spett.) |

| Uniondale 30 aprile 1987 | Philadelphia Flyers | 2 – 4 (0-2; 1-0; 1-2) referto | New York Islanders | Nassau Coliseum (14.734 spett.) |

| Filadelfia 2 maggio 1987 | New York Islanders | 1 – 5 (0-3; 0-0; 1-2) referto | Philadelphia Flyers | The Spectrum (17.222 spett.) |

### Finale di Conference

#### Philadelphia - Montreal
| Filadelfia 4 maggio 1987 | Montreal Canadiens | 3 – 4 (d.t.s.) (1-1; 1-0; 1-2) referto | Philadelphia Flyers | The Spectrum (17.222 spett.) |

| Filadelfia 6 maggio 1987 | Montreal Canadiens | 5 – 2 (1-0; 3-0; 1-2) referto | Philadelphia Flyers | The Spectrum (17.222 spett.) |

| Montréal 8 maggio 1987 | Philadelphia Flyers | 4 – 3 (0-2; 2-0; 2-1) referto | Montreal Canadiens | Forum de Montréal (17.949 spett.) |

| Montréal 10 maggio 1987 | Philadelphia Flyers | 6 – 3 (1-0; 2-2; 3-1) referto | Montreal Canadiens | Forum de Montréal (17.658 spett.) |

| Filadelfia 12 maggio 1987 | Montreal Canadiens | 5 – 2 (2-1; 2-1; 1-0) referto | Philadelphia Flyers | The Spectrum (17.222 spett.) |

| Montréal 14 maggio 1987 | Philadelphia Flyers | 4 – 3 (1-2; 2-1; 1-0) referto | Montreal Canadiens | Forum de Montréal (17.616 spett.) |

## Clarence S. Campbell Conference

### Semifinali di Division

#### St. Louis - Toronto
| St. Louis 8 aprile 1987 | Toronto Maple Leafs | 1 – 3 (0-1; 1-2; 0-0) referto | St. Louis Blues | St. Louis Arena (12.871 spett.) |

| St. Louis 9 aprile 1987 | Toronto Maple Leafs | 3 – 2 (d.t.s.) (1-1; 0-0; 1-1) referto | St. Louis Blues | St. Louis Arena (12.948 spett.) |

| Toronto 11 aprile 1987 | St. Louis Blues | 5 – 3 (2-2; 0-1; 3-0) referto | Toronto Maple Leafs | Maple Leaf Gardens (16.382 spett.) |

| Toronto 12 aprile 1987 | St. Louis Blues | 1 – 2 (1-1; 0-0; 0-1) referto | Toronto Maple Leafs | Maple Leaf Gardens (16.382 spett.) |

| St. Louis 14 aprile 1987 | Toronto Maple Leafs | 2 – 1 (0-1; 0-0; 2-0) referto | St. Louis Blues | St. Louis Arena (14.731 spett.) |

| Toronto 16 aprile 1987 | St. Louis Blues | 0 – 4 (0-1; 0-0; 0-3) referto | Toronto Maple Leafs | Maple Leaf Gardens (16.382 spett.) |

#### Detroit - Chicago
| Detroit 8 aprile 1987 | Chicago Blackhawks | 1 – 3 (0-2; 0-0; 1-1) referto | Detroit Red Wings | Joe Louis Arena (19.124 spett.) |

| Detroit 9 aprile 1987 | Chicago Blackhawks | 1 – 5 (0-2; 1-2; 0-1) referto | Detroit Red Wings | Joe Louis Arena (19.524 spett.) |

| Chicago 11 aprile 1987 | Detroit Red Wings | 4 – 3 (d.t.s.) (3-0; 0-1; 0-2) referto | Chicago Blackhawks | Chicago Stadium (15.706 spett.) |

| Chicago 12 aprile 1987 | Detroit Red Wings | 3 – 1 (1-0; 2-1; 0-0) referto | Chicago Blackhawks | Chicago Stadium (14.370 spett.) |

#### Edmonton - Los Angeles
| Edmonton 8 aprile 1987 | Los Angeles Kings | 5 – 2 (2-2; 0-0; 3-0) referto | Edmonton Oilers | Northlands Coliseum (16.621 spett.) |

| Edmonton 9 aprile 1987 | Los Angeles Kings | 3 – 13 (1-6; 2-3; 0-4) referto | Edmonton Oilers | Northlands Coliseum (17.046 spett.) |

| Los Angeles 11 aprile 1987 | Edmonton Oilers | 6 – 5 (2-2; 2-0; 2-3) referto | Los Angeles Kings | The Forum (11.888 spett.) |

| Los Angeles 12 aprile 1987 | Edmonton Oilers | 6 – 3 (0-0; 2-2; 4-1) referto | Los Angeles Kings | The Forum (11.545 spett.) |

| Edmonton 14 aprile 1987 | Los Angeles Kings | 4 – 5 (1-1; 2-2; 1-2) referto | Edmonton Oilers | Northlands Coliseum (16.936 spett.) |

#### Calgary - Winnipeg
| Calgary 8 aprile 1987 | Winnipeg Jets | 4 – 2 (1-2; 2-0; 1-0) referto | Calgary Flames | Olympic Saddledome (16.798 spett.) |

| Calgary 9 aprile 1987 | Winnipeg Jets | 3 – 2 (0-0; 3-2; 0-0) referto | Calgary Flames | Olympic Saddledome (16.798 spett.) |

| Winnipeg 11 aprile 1987 | Calgary Flames | 3 – 2 (d.t.s.) (2-2; 0-0; 0-0) referto | Winnipeg Jets | Winnipeg Arena (14.958 spett.) |

| Winnipeg 12 aprile 1987 | Calgary Flames | 3 – 4 (1-0; 1-2; 1-2) referto | Winnipeg Jets | Winnipeg Arena (14.176 spett.) |

| Calgary 14 aprile 1987 | Winnipeg Jets | 3 – 4 (1-2; 2-1; 0-1) referto | Calgary Flames | Olympic Saddledome (16.798 spett.) |

| Winnipeg 16 aprile 1987 | Calgary Flames | 1 – 6 (0-4; 1-1; 0-1) referto | Winnipeg Jets | Winnipeg Arena (15.517 spett.) |

### Finali di Division

#### Detroit - Toronto
| Detroit 21 aprile 1987 | Toronto Maple Leafs | 4 – 2 (1-2; 3-0; 0-0) referto | Detroit Red Wings | Joe Louis Arena (19.725 spett.) |

| Detroit 23 aprile 1987 | Toronto Maple Leafs | 7 – 2 (3-0; 1-1; 3-1) referto | Detroit Red Wings | Joe Louis Arena (19.725 spett.) |

| Toronto 25 aprile 1987 | Detroit Red Wings | 4 – 2 (2-2; 1-0; 1-0) referto | Toronto Maple Leafs | Maple Leaf Gardens (16.382 spett.) |

| Toronto 27 aprile 1987 | Detroit Red Wings | 2 – 3 (d.t.s.) (0-0; 1-1; 1-1) referto | Toronto Maple Leafs | Maple Leaf Gardens (16.382 spett.) |

| Detroit 29 aprile 1987 | Toronto Maple Leafs | 0 – 3 (0-1; 0-1; 0-1) referto | Detroit Red Wings | Joe Louis Arena (19.729 spett.) |

| Toronto 1º maggio 1987 | Detroit Red Wings | 4 – 2 (1-1; 1-1; 2-0) referto | Toronto Maple Leafs | Maple Leaf Gardens (16.382 spett.) |

| Detroit 3 maggio 1987 | Toronto Maple Leafs | 0 – 3 (0-1; 0-2; 0-0) referto | Detroit Red Wings | Joe Louis Arena (19.729 spett.) |

#### Edmonton - Winnipeg
| Edmonton 21 aprile 1987 | Winnipeg Jets | 2 – 3 (d.t.s.) (1-1; 1-1; 0-0) referto | Edmonton Oilers | Northlands Coliseum (17.356 spett.) |

| Edmonton 23 aprile 1987 | Winnipeg Jets | 3 – 5 (1-2; 1-2; 1-1) referto | Edmonton Oilers | Northlands Coliseum (17.468 spett.) |

| Winnipeg 25 aprile 1987 | Edmonton Oilers | 5 – 2 (1-0; 1-1; 3-1) referto | Winnipeg Jets | Winnipeg Arena (15.556 spett.) |

| Winnipeg 27 aprile 1987 | Edmonton Oilers | 4 – 2 (3-0; 1-2; 0-0) referto | Winnipeg Jets | Winnipeg Arena (14.460 spett.) |

### Finale di Conference

#### Edmonton - Detroit
| Edmonton 5 maggio 1987 | Detroit Red Wings | 3 – 1 (2-1; 0-0; 1-0) referto | Edmonton Oilers | Northlands Coliseum (16.874 spett.) |

| Edmonton 7 maggio 1987 | Detroit Red Wings | 1 – 4 (0-2; 1-0; 0-2) referto | Edmonton Oilers | Northlands Coliseum (17.227 spett.) |

| Detroit 9 maggio 1987 | Edmonton Oilers | 2 – 1 (1-0; 0-1; 1-0) referto | Detroit Red Wings | Joe Louis Arena (19.725 spett.) |

| Detroit 11 maggio 1987 | Edmonton Oilers | 3 – 2 (1-0; 2-2; 0-0) referto | Detroit Red Wings | Joe Louis Arena (19.775 spett.) |

| Edmonton 13 maggio 1987 | Detroit Red Wings | 3 – 6 (2-1; 1-2; 0-3) referto | Edmonton Oilers | Northlands Coliseum (17.310 spett.) |

## Finale Stanley Cup
La finale della Stanley Cup 1987 è stata una serie al meglio delle sette gare che ha determinato il campione della National Hockey League per la stagione 1986-87. Gli Edmonton Oilers hanno sconfitto i Philadelphia Flyers in sette partite e si sono aggiudicati la Stanley Cup per la terza volta nella loro storia.

## Statistiche

### Classifica marcatori
La seguente lista elenca i migliori marcatori al termine dei playoff.

| Giocatore      | Squadra             | PG | G  | A  | Pt | +/- | MP |
| -------------- | ------------------- | -- | -- | -- | -- | --- | -- |
| Wayne Gretzky  | Edmonton Oilers     | 21 | 5  | 29 | 34 | +10 | 6  |
| Brian Propp    | Philadelphia Flyers | 26 | 12 | 16 | 28 | +11 | 10 |
| Mark Messier   | Edmonton Oilers     | 21 | 12 | 16 | 28 | +13 | 16 |
| Glenn Anderson | Edmonton Oilers     | 21 | 14 | 13 | 27 | +13 | 59 |
| Pelle Eklund   | Philadelphia Flyers | 26 | 7  | 20 | 27 | +11 | 2  |
| Jari Kurri     | Edmonton Oilers     | 21 | 15 | 10 | 25 | +11 | 20 |
| Mats Näslund   | Montreal Canadiens  | 17 | 7  | 15 | 22 | -1  | 11 |
| Rick Tocchet   | Philadelphia Flyers | 26 | 11 | 10 | 21 | +7  | 72 |
| Larry Robinson | Montreal Canadiens  | 17 | 3  | 17 | 20 | +4  | 6  |
| Ryan Walter    | Montreal Canadiens  | 17 | 7  | 12 | 19 | +4  | 10 |

### Classifica portieri
Questa è una tabella che combina i cinque migliori portieri dei playoff per media di gol subiti a gara con i cinque migliori portieri per percentuale di parate, con almeno quattro partite disputate. La tabella è ordinata per la media gol subiti, e i criteri di inclusione sono in grassetto.

| Giocatore     | Squadra             | PG | Min  | V  | S  | TC  | GS | SO | Sv%  | MGS  |
| ------------- | ------------------- | -- | ---- | -- | -- | --- | -- | -- | ---- | ---- |
| Glen Hanlon   | Detroit Red Wings   | 8  | 467  | 5  | 2  | 227 | 13 | 2  | .943 | 1.67 |
| Ken Wregget   | Toronto Maple Leafs | 13 | 758  | 7  | 6  | 368 | 29 | 1  | .921 | 2.29 |
| Grant Fuhr    | Edmonton Oilers     | 19 | 1143 | 14 | 5  | 511 | 47 | 0  | .908 | 2.46 |
| Kelly Hrudey  | New York Islanders  | 14 | 842  | 7  | 7  | 464 | 38 | 0  | .918 | 2.71 |
| Brian Hayward | Montreal Canadiens  | 13 | 708  | 6  | 5  | 308 | 32 | 0  | .896 | 2.71 |
| Ron Hextall   | Philadelphia Flyers | 26 | 1540 | 15 | 11 | 769 | 71 | 2  | .908 | 2.77 |